# Žakarovce
Žakarovce – wieś (obec) na Słowacji położona w kraju koszyckim, w powiecie Gelnica. Pierwsze wzmianki o miejscowości pochodzą z roku 1368. 
Według danych z dnia 31 grudnia 2012, wieś zamieszkiwało 761 osób, w tym 384 kobiety i 377 mężczyzn.
W 2001 roku rozkład populacji względem narodowości i przynależności etnicznej wyglądał następująco:
- Słowacy – 93,3%
- Czesi – 0,13%
- Romowie – 6,31%

Ze względu na wyznawaną religię struktura mieszkańców kształtowała się w 2001 roku następująco:
- Katolicy rzymscy – 92,14%
- Grekokatolicy – 0,64%
- Ewangelicy – 0,13%
- Ateiści – 4,51%
- Nie podano – 2,58%